# Sklabinský Podzámok
Sklabinský Podzámok es un municipio del distrito de Martin en la región de Žilina, Eslovaquia, con una población estimada a final del año 2024 de 180 habitantes.
Se encuentra ubicado al oeste de la región, cerca del curso alto del río Váh (cuenca hidrográfica del Danubio) y del parque nacional de Veľká Fatra.

## Demografía
| Año        | 1994 | 2004     | 2014    | 2024    |
| ---------- | ---- | -------- | ------- | ------- |
| Población  | 160  | 178      | 190     | 180     |
| Diferencia |      | +11,25 % | +6,74 % | −5,26 % |

| Año        | 2023 | 2024    |
| ---------- | ---- | ------- |
| Población  | 184  | 180     |
| Diferencia |      | −2,17 % |